# BBC Worldwide
BBC Worldwide Limited é uma subsidiária pertencente à British Broadcasting Corporation (BBC), formado a partir de uma restruturação do seu antecessor BBC Enterprises em 1995.